# Топурия, Дмитрий Соломонович
Дмитрий Соломонович (Самсонович) Топурия (груз. თოფურია დიმიტრი, 11 февраля 1861, Тифлис — неизвестно или 1934) — русский военный деятель, генерал-майор (1916). Герой Первой мировой войны.

## Биография
В 1877 году после получения общего образования в Мингрельском духовном училище вступил в службу и был участником Русско-турецкой войны. В 1878 году после окончания офицерских классов при  Тифлисском военном училище был произведён в прапорщики и выпущен в Закатальский 164-й пехотный полк. В 1881 году произведён в подпоручики, в 1885 году в поручики, в 1891 году в штабс-капитаны. В 1898 году произведён в капитаны, командир роты.
В 1904 году произведён в подполковники, батальонный командир. Участник русско-японской войны. Высочайшим приказом от 6 декабря 1910 года был произведён в чин полковника. С 1914 года участник Первой мировой войны — командир Чебоксарского 308-го пехотного полка. Высочайшим приказом от 6 марта 1916 года за отличие в делах против неприятеля был произведён в чин генерал-майора. С 1917 года — командир 2-й бригады 27-й пехотной дивизии.

Высочайшим приказом от 21 февраля 1916 года за храбрость был награждён Георгиевским оружием: 
За то, что в бою под городом Праснышем с 27 по 29 ноября 1914 года, будучи начальником левого боевого участка отряда, он 27 ноября, несмотря на сильный артиллерийский, пулемётный и ружейный огонь противника, стремительным и упорным движением полка, атаковал укреплённую позицию у д. Зелена и взял её с боя, выбив штыками неприятеля, а затем молодецки отбил двинувшегося в контр-атаку противника, нанеся ему чувствительные потери и принудив его поспешно отступить. 28 ноября получив приказание преследовать противника, двинулся в дальнейшее наступление, занял д. Умены и Ш.-Жальне, выбив из них штыками немцев и, продолжая преследование, дошёл до следующей сильно укреплённой позиции у д. Каменице, где под сильным огнём противника, лично руководя действиями вверенного ему отряда, атаковал эту позицию, взял штыковым ударом последовательно одну за другой две линии неприятельских окопов и занял д. Каменицу. Этой стремительной атакой завершил со своим полком победу над противником на левом фланге боевого участка отряда. Попытки противника перейти в контр-атаку не увенчались успехом и он принуждён был к дальнейшему непрерывному отступлению

Высочайшим приказом от 24 ноября 1916 года  за храбрость был награждён орденом Святого Георгия 4-й степени: 
За то, что в боях с 15 по 23 июля 1916 года на р. Стоход, форсировал своим полком, под сильнейшим огнём, эту реку, прорвал укреплённую позицию противника юго-западнее дер. Заречье, окружил здесь австрийский батальон и взял его с четырьмя пулемётами в плен; утвердившись на неприятельской позиции, отбил тринадцать контр-атак превосходных сил врага, нанося ему тяжёлые потери и взял всего в плен 21 офицера и 1143 нижних чина и захватил 6 пулемётов и другие трофеи

## Награды
- Орден Святого Станислава 3-й степени (ВП 1894)
- Орден Святой Анны 3-й степени  (ВП 1903)
- Орден Святого Станислава 2-й степени с мечами (ВП 1905)
- Орден Святой Анны 2-й степени  (ВП 1909)
- Орден Святого Владимира 4-й степени с мечами и бантом (ВП 28.05.1915[5])
- Орден Святого Владимира 3-й степени (ВП 25.06.1915)
- Георгиевское оружие (ВП 21.02.1916)
- Орден Святого Георгия 4-й степени (ВП 24.11.1916)